# Pottingeria acuminata
Pottingeria acuminata  es la única especie del género monotípico Pottingeria,  perteneciente a la familia de las celastráceas. Es  originaria del Sudeste de Asia en Birmania y Tailandia.
Algunos autores la incluyen en Pottingeriaceae.

## Taxonomía
Pottingeria acuminata fue descrita por   David Prain y publicado en Journal of the Asiatic Society of Bengal. Part 2. Natural History 67: 291. 1898.